# Округ Холт (Мисури)
Холт (енгл. Holt County) је округ у америчкој савезној држави Мисури.

## Демографија
По попису из 2010. године број становника је 4.912, што је 439 (-8,2%) становника мање него 2000. године.
| Група             | 2000.         | 2010.         |
| Белци             | 5.255 (98,2%) | 4.775 (97,2%) |
| Афроамериканци    | 6 (0,1%)      | 8 (0,2%)      |
| Азијати           | 4 (0,1%)      | 15 (0,3%)     |
| Хиспаноамериканци | 21 (0,4%)     | 39 (0,8%)     |
| Укупно            | 5.351         | 4.912         |